# Кара-Терек
Кара-Терек — аул в Марьяновском районе Омской области России. Входит в состав Васильевского сельского поселения.

## История
В соответствии с Законом Омской области от 30 июля 2004 года № 548-ОЗ «О границах и статусе муниципальных образований Омской области» Кара-Терек вошёл в состав образованного муниципального образования «Васильевское сельское поселение». 

## География
Находится  на  юго-западе центральной части региона,   в пределах Ишимской равнины, являющейся частью Западно-Сибирской равнины. 
Входит в перечень отдаленных или труднодоступных местностей Омской области 

## Население
| 2010 |
| ---- |
| 307  |

Гендерный состав
По данным Всероссийской переписи населения 2010 года в гендерной структуре населения из 307 человек мужчин — 139, женщин — 168	(45,3 и 54,7 % соответственно)
Национальный состав
Согласно результатам переписи 2002 года, в национальной структуре населения казахи составляли 96 % от общей численности населения в 307 чел. .

## Инфраструктура
Личное подсобное хозяйство.

## Транспорт
Просёлочные дороги.